# Dunjkovec
Dunjkovec – wieś w Chorwacji, w żupanii medzimurskiej, w gminie Nedelišće. W 2011 roku liczyła 967 mieszkańców.